# Befreiungshalle

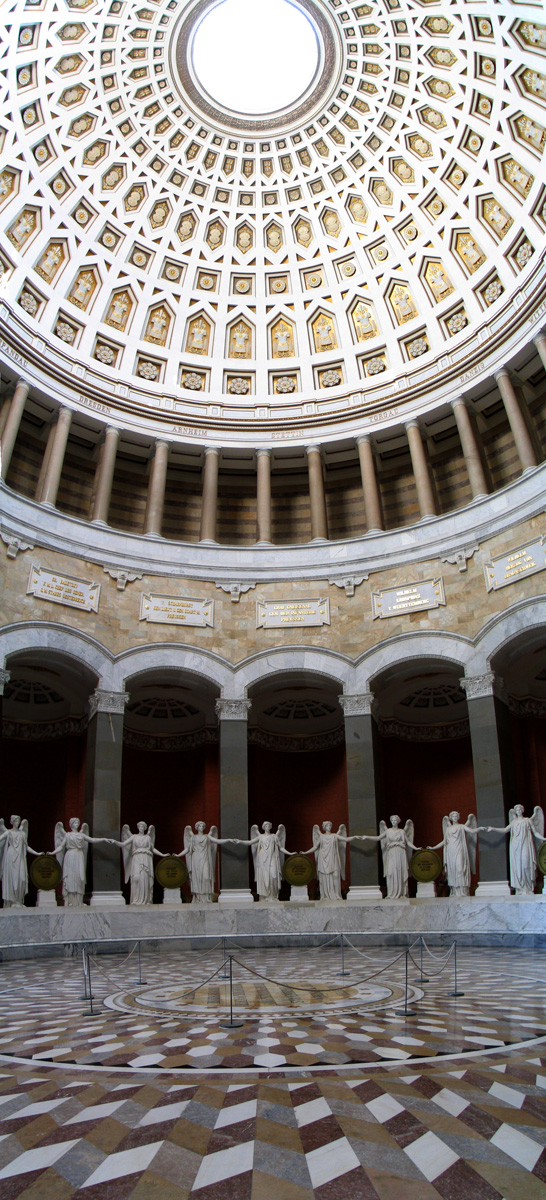
Befreiungshalle (interno)

La Befreiungshalle ("Sala della Liberazione") è un monumento storico di stile neoclassico costruito sul monte Michelsberg che sovrasta la città di Kelheim in Baviera, Germania.

## Storia

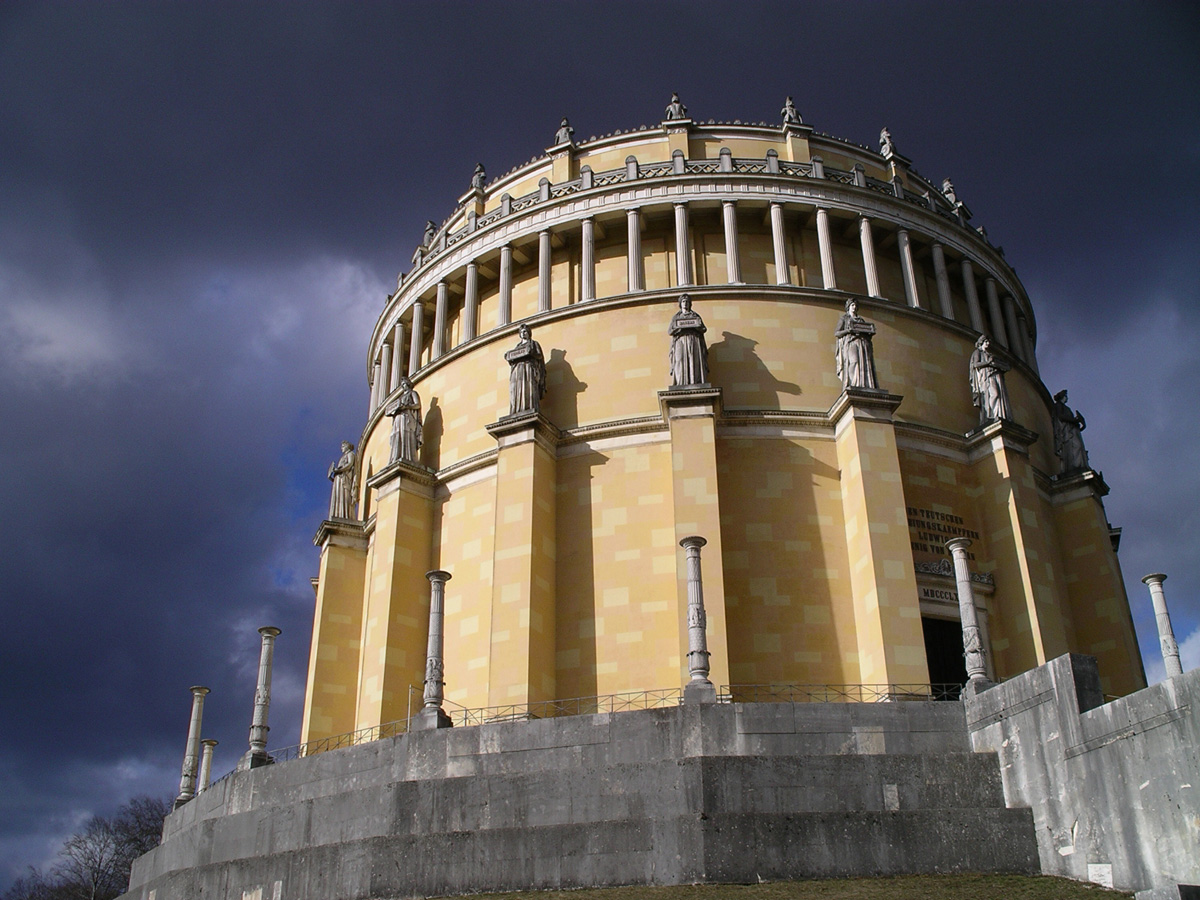
Vista esterna della Befreiungshalle

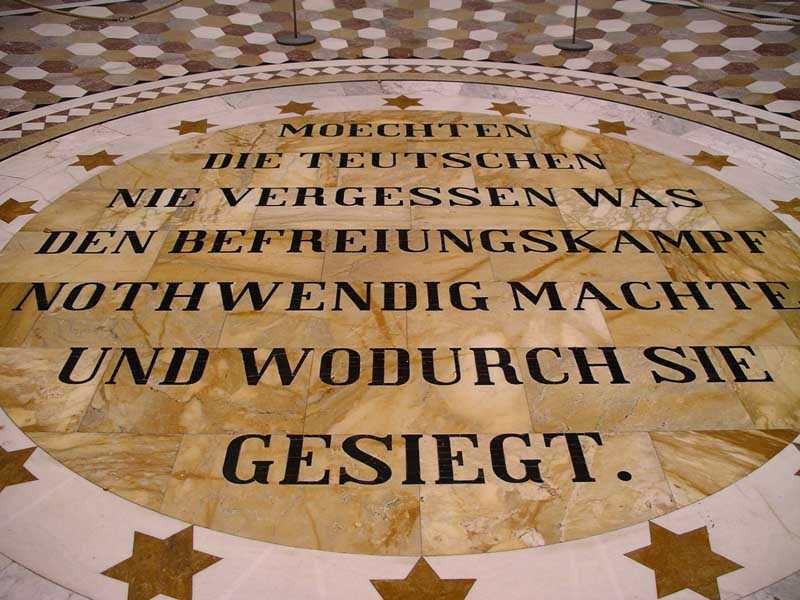
Befreiungshalle (iscrizione del pavimento)

Re Ludovico I di Baviera fece costruire la Befreiungshalle per commemorare le vittorie su Napoleone durante le Guerre napoleoniche che coinvolsero anche la Baviera dal 1813 al 1815.
Il monumento, di stile neoclassico, si trova su uno sperone di roccia sopra Kelheim sul fiume Danubio, alla confluenza tra quest'ultimo e l'Altmühl, presso il canale di comunicazione tra il Meno e il Danubio fatto costruire da Ludovico I di Baviera.
La costruzione iniziò nel 1842 ad opera dell'architetto Friedrich von Gärtner che unì lo stile classico a quello dell'architettura cristiana. Su volere del re, Leo von Klenze alterò i piani del suo predecessore all'incarico e completò la costruzione nel 1863. La cerimonia inaugurale venne tenuta il 18 ottobre 1863 in occasione del 50º anniversario della Battaglia delle Nazioni (Völkerschlacht) a Lipsia.